# Hans Eule
Hans Eule (* 15. März 1923 in Johanngeorgenstadt; † 22. August 1971 in Bautzen) war ein deutscher Orgelbauer.
Er war der Adoptivsohn von Hermann Eules Tochter Johanna. Von ihr übernahm er 1957 die Leitung der traditionsreichen Orgelbauwerkstatt Hermann Eule Orgelbau in Bautzen, die er bis zu seinem Tod 1971 innehatte. Von Hans Eule stammen mehrere größere Orgeln, so für den Dom zu Halberstadt und den Dom St. Marien zu Zwickau. Mit 77 Registern und 6000 Pfeifen befindet sich in der Zwickauer Marienkirche die größte in der DDR erbaute Kirchenorgel. Insgesamt entstanden in seiner Wirkungszeit 134 Orgeln, darunter waren auch Orgeln für den Export nach Schweden, in die Sowjetunion und in die Bundesrepublik. Von 1961 bis zu seinem Tod exportierte die Firma allein 29 Orgeln in die BRD. Eines der letzten Werke seiner Wirkungszeit war das op. 320, die Orgel der Katholischen Kirche Eilenburg vom Sommer 1971, an deren Weihe er nicht mehr teilnehmen konnte.
Hans Eule starb am 22. August 1971 und wurde im Euleschen Erbbegräbnis auf dem Bautzner Taucherfriedhof bestattet. Die Geschäftsleitung übernahm seine Witwe Ingeborg Eule (1925–2017). Sie blieb auch nach der letzten großen Verstaatlichungswelle in der DDR (1972) Betriebsleiterin des Volkseigenen Betriebs bis 1988. Nach der Wende konnte sie die Reprivatisierung erreichen und war dessen Inhaberin bis 2005, als sie diese Funktion an ihre Enkeltochter Anne-Christin Eule (* 1975) abgab.